# Germán Herrera
Germán Gustavo Herrera (Granadero Baigorria, 19 luglio 1983) è un ex calciatore argentino, di ruolo attaccante.

## Carriera

### Club
Iniziò nel Rosario Central, in Argentina, nel 2003; nel 2004 passò al San Lorenzo, che scelse di mandarlo in prestito al Grêmio nel 2006 a causa di alcune lacune in fase realizzativa. Nella squadra [brasiliana giocò bene, conquistando il Campionato Gaúcho e arrivando al terzo posto nel campionato di calcio brasiliano.
Si è trasferito alla Real Sociedad, in Spagna, nel 2007 ma è tornato presto in Argentina, prima al San Lorenzo e poi al Gimnasia y Esgrima La Plata.
Nel 2008, su richiesta dell'allenatore Mano Menezes, passa al Corinthians per disputare Campeonato Paulista, Copa do Brasil e Campeonato Brasileiro Série B.
Il 29 gennaio 2009 è tornato al Grêmio.

### Nazionale
Ha giocato per l'Argentina under 20 durante il campionato mondiale di calcio Under-20 2003.

## Palmarès

### Club

#### Competizioni nazionali
- Campionato brasiliano di seconda divisione: 1

Corinthians: 2008
- Copa Argentina: 1

Rosario Central: 2017-2018

#### Competizioni statali
- Campionato Gaúcho: 1

Grêmio: 2006
- Campionato Carioca: 1

Botafogo: 2010